# Stephen Arigbabu
Stephen Arigbabu, né le 15 février 1972 à Hanovre, en Allemagne, est un joueur allemand de basket-ball. Il évolue au poste de pivot.

## Palmarès
- 3e du championnat du monde 2002
- Finaliste du championnat d'Europe 2005